# Pseudodinia polita
Pseudodinia polita is een vliegensoort uit de familie van de Chamaemyiidae. De wetenschappelijke naam van de soort is voor het eerst geldig gepubliceerd in 1915 door Malloch.